# Réserve nationale de faune de Tway
La réserve nationale de faune de Tway (anglais : Tway National Wildlife Area) est une réserve nationale de faune du Canada située à Invergordon No 430 (en) en Saskatchewan. Cette aire protégée de 250 ha a été créée en 1971 dans le but d’accroître la superficie des terres humides pour la sauvagine et de les protéger du drainage et de la sécheresse. Elle est administrée par le Service canadien de la faune.